# Millenerzy
Millenerzy – grupa warszawskich inteligentów skupionych w latach 1858–61 wokół Edwarda Jürgensa. W sformułowanym programie, którego podstawą była długofalowa praca organiczna i starania o przyznanie autonomii Królestwu Polskiemu, domagali się praw politycznych dla mieszczan oraz uwłaszczenia chłopów.
Nazwano ich ironicznie Millenerami, twierdząc że odkładają na tysiąc lat sprawy niepodległości Polski (łac. mille – tysiąc). Przed wybuchem powstania styczniowego millenerzy weszli w skład obozu "białych".